# Jylländska
Jylländska eller jutska (danska: jysk, eller med gammal stavning jydsk) innefattar de västliga dialekterna i Danmark, som talas på halvön Jylland. Språkkoden enligt ISO 639-3 är jut.
De olika underdialekterna av jylländska skiljer sig lite från varandra, och delas generellt upp i tre huvuddialekter:
- Sydjylländska
- Östjylländska
- Västjylländska

De östliga dialekterna ligger närmast standarddanskan. Sydjylländskan skiljer sig mest från de andra och anses därför ibland vara en egen undergrupp, varpå jylländska delas in i de två huvudsakliga undergrupperna nordjylländska (med undergrupperna väst- och östjylländska) och sydjylländska.